# Раєн Сутер
Раєн Сутер (англ. Ryan Suter; 21 січня 1985, м. Медісон, США) — американський хокеїст, захисник. Виступає за «Міннесота Вайлд» в Національній хокейній лізі.
Виступав за Вісконсинський університет (NCAA), «Мілвокі Адміралс» (АХЛ), «Нашвілл Предаторс».
В чемпіонатах НХЛ — 649 матчів (48+255), у турнірах Кубка Стенлі — 44 матчі (4+9).	
У складі національної збірної США учасник зимових Олімпійських ігор 2010 (6 матчів, 0+4), учасник чемпіонатів світу 2005, 2006, 2007 і 2009 (24 матчі, 3+5). У складі молодіжної збірної США учасник чемпіонатів світу 2003, 2004 і 2005. У складі юніорської збірної США учасник чемпіонатів світу 2002 і 2003.
Дядько: Гері Сутер.
Досягнення
- Срібний призер зимових Олімпійських ігор (2010)
- Учасник матчу всіх зірок НХЛ (2012)
- Переможець молодіжного чемпіонату світу (2004)
- Переможець юніорського чемпіонату світу (2002).